# Григорьева, Татьяна Петровна
Татья́на Петро́вна Григо́рьева (урождённая Топе́ха; 18 декабря 1929, Ленинград — 22 декабря 2014, Москва) — советский и российский востоковед-японист, литературовед, переводчица

, доктор филологических наук, заслуженный деятель науки РФ.

## Биография
Окончила Московский институт востоковедения (1952) и аспирантуру Института восточных языков МГУ (1957). В 1959 году защитила кандидатскую диссертацию «Жизнь и творчество Куникида Доппо».
С 1958 года работала в Институте востоковедения АН СССР (РАН), с 1988 года — ведущий научный сотрудник.
Профессор, доктор филологических наук (1979, диссертация «Японская художественная традиция»). Член Союза писателей России.
Скончалась 22 декабря 2014 года.

## Награды
- звание Заслуженного деятеля науки Российской Федерации (1997) — за заслуги в научной деятельности;[3]
- Премия имени С. Ф. Ольденбурга РАН (2003) — за серию монографий «Японская художественная традиция»; «Японская литература XX века»; «Дао и Логос: встреча культур»

## Книги
- Японская литература. Краткий очерк. — М., 1964 (в соавторстве)
- Одинокий странник: о японском писателе Куникида Доппо. — М., 1967.
- Григорьева Т. П. Японская художественная традиция. — М.: Главная редакция восточной литературы издательства «Наука», Институт востоковедения Академии наук СССР, 1979.
- Японская литература XX века. — М., 1983.
- Дао и Логос. Встреча культур. — М., 1992.
- Красотой Японии рождённый. — М., 1993.
- Закон неба. — М.: Искусство, 1996. — 63 с. (в соавторстве c Г. Е. Комаровским, С. С. Арутюновым)
- Новые пророки. — СПб., 1996.
- Движение красоты: Размышления о японской культуре. — М., 2005.
- Япония. Путь сердца. — М., 2008.
- Китай, Россия и Всечеловек. — М., 2010.

## Публикации
- Иньская фаза эволюции Архивная копия от 30 мая 2014 на Wayback Machine // «Дельфис» — № 13(1) — 1998
- Квадратура круга (парадигма квадрата) Архивная копия от 13 апреля 2014 на Wayback Machine // «Дельфис» — № 31(3) — 2002
- Буддизм о сознании Архивная копия от 11 сентября 2012 на Wayback Machine // «Дельфис» — № 68(4) — 2011
- Солнечный дар Виктории Григорьевой Архивная копия от 26 августа 2014 на Wayback Machine // «Дельфис» — № 69(1) — 2012